# Perforadora de bitllets

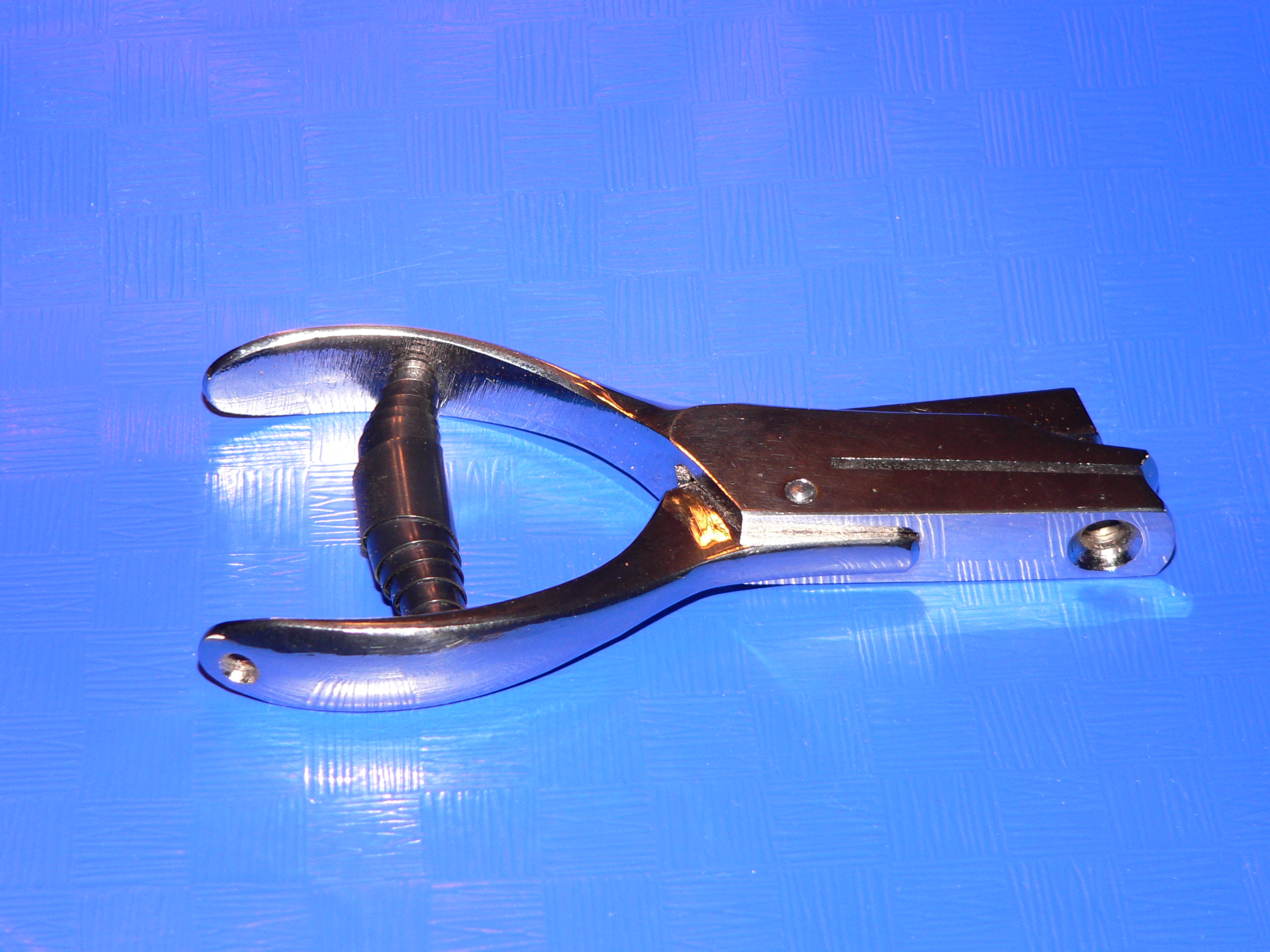
Perforadora de bitllets

Una perforadora de bitllets és una eina manual emprada per marcar permanentment bitllets d'entrada i articles similars de paper o cartolina en els que fa una perforació. Una perforadora de bitllets s'assembla a una perforadora, i es diferencia en el fet que la perforadora de bitllets té una mandíbula més llarga i l'opció de tenir una forma de dau distintiva. Una perforadora de bitllets s'assembla a una perforadora d'agulla en què crea un patró distintiu a l'element perforat.

## Usos

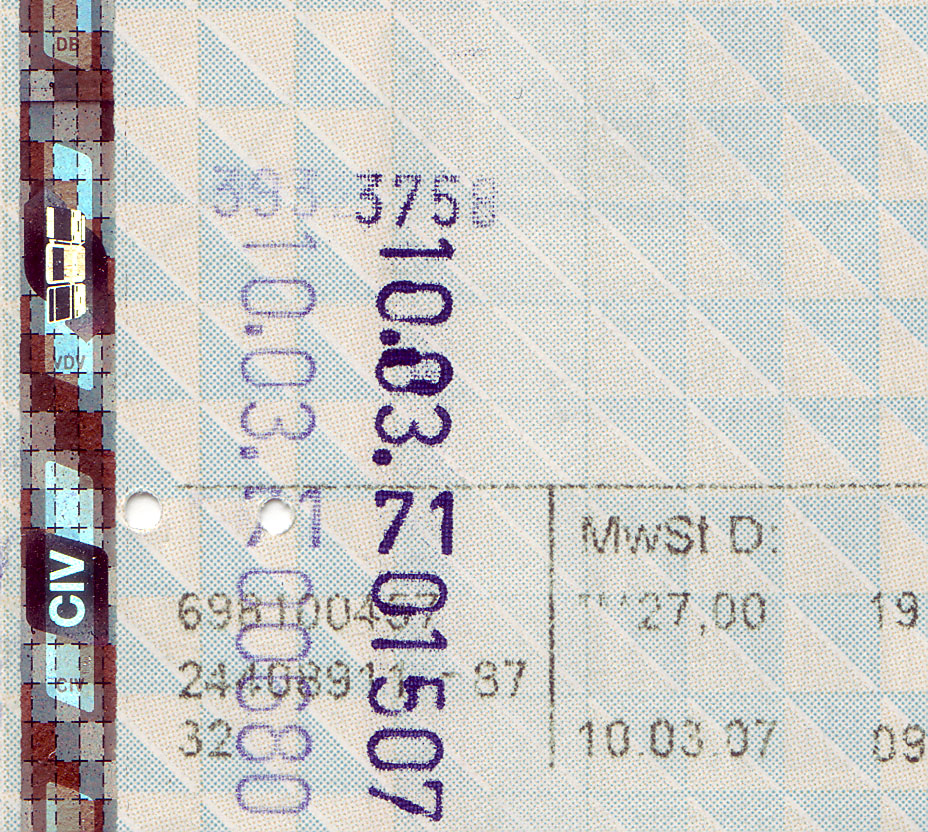
Marques d'una perforadora en un bitllet de llarga distància de la Deutsche Bahn

Les perforadores de bitllets s'utilitzen àmpliament per marcar bitllets de passatgers de ferrocarril, sobretot si és important quan i on es va perforar el bitllet. Els punxons de bitllets també s'utilitzaven àmpliament en orientació, però han estat substituïts per punxons d'agulla 
Les perforadores de bitllets també tenen usos decoratius, tant en les seves perforacions com en les seves plaques. Les formes de daus disponibles inclouen moltes formes geomètriques, siluetes d'objectes o animals. Les formes de troquel per a logotips d'empreses i altres imatges pròpies es poden fabricar mitjançant un acord especial. Serveixen per fer forats decoratius als marges dels trossos de paper i per fer petit confeti.
Els autobusos BEST de Mumbai emetien bitllets perforats fins al 2011, quan van ser substituïts per sistemes de venda de bitllets electrònics. Segons sembla, els bitllets més antics s'han utilitzat tant en obres d'art com en jocs.

## Galeria

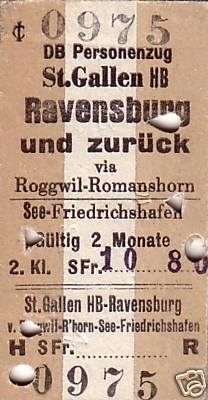
Bitllet de passatger de ferrocarril perforat diverses vegades, amb almenys 4 formes de troquel diferents: triangular, oval i dues mides de gota de llàgrima
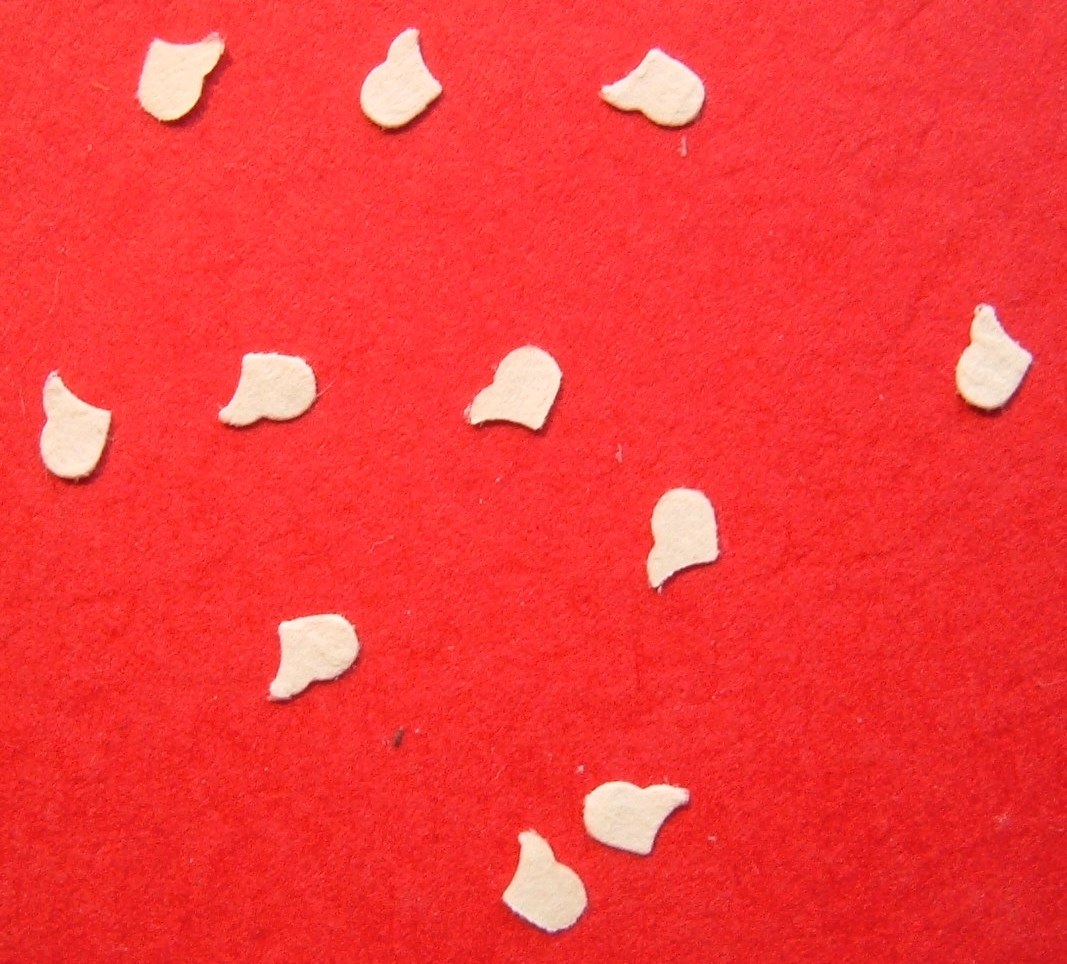
Foratproduït per una perforadora de bitllets de ferrocarril.
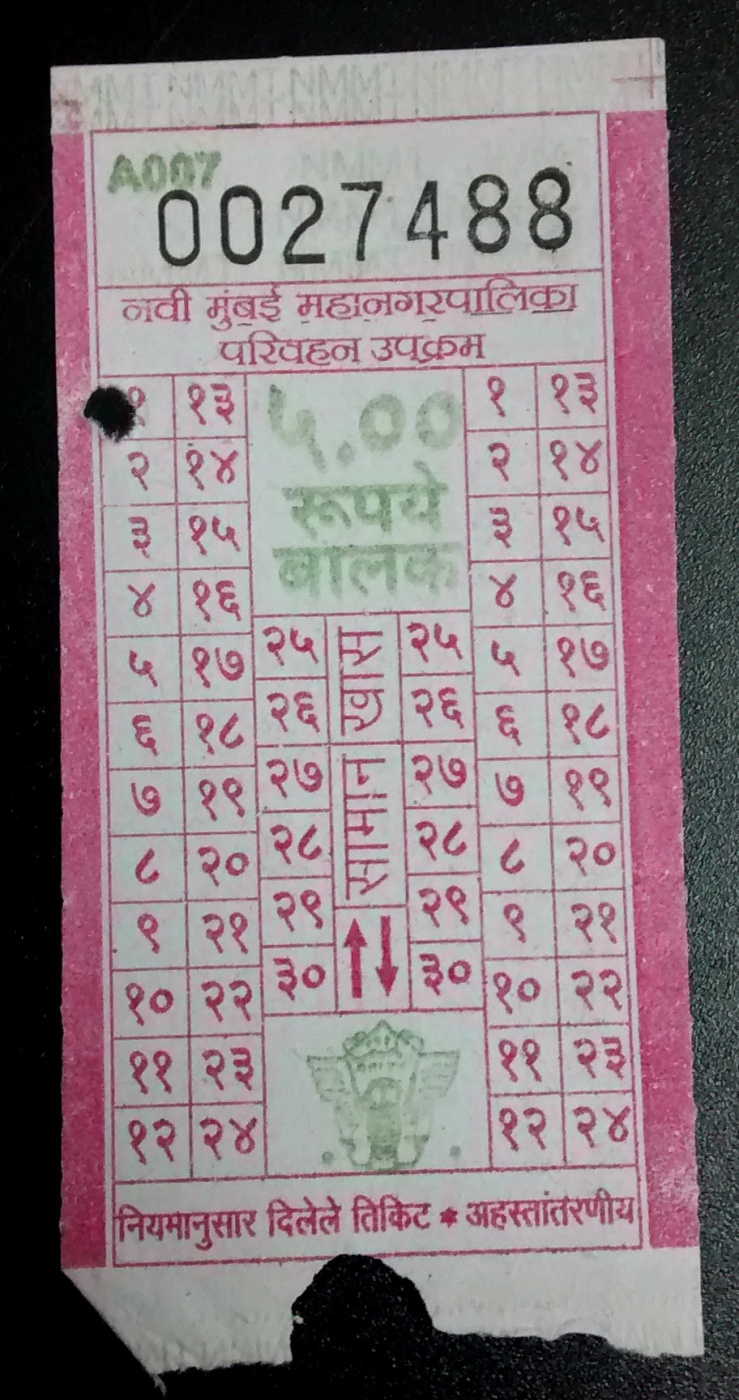
Un bitllet perforat emès pel Navi Mumbai Municipal Transport .
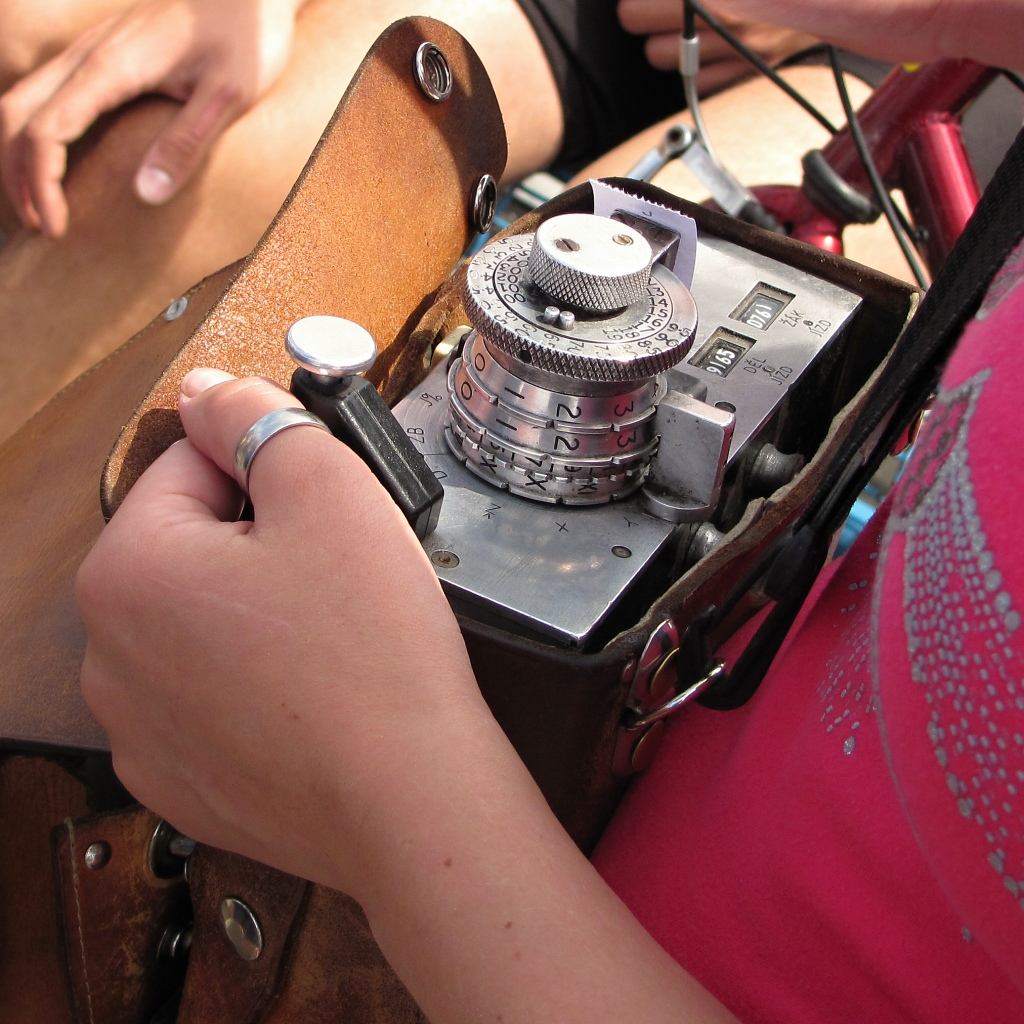
Màquina expenedora de bitllets Setright, amb perforadora de bitllets integrada, al costat del polze